# Сурхай I
Сурхай I сын Умал-Мухаммада (кум. Сурхай Умал-Магьамматны уланы; ум. 1567) — правитель из рода шамхалов, шамхал Кази-Кумуха.

## Правление
В 1567 году Сурхай-шамхал был убит на поле битвы, как об этом свидетельствуют могильные плиты на шамхальском кладбище в Кази-Кумухе. Он и его брат Будай пытались помешать установить русскую крепость у слияния Сунжи и Терека. Следующим шамхалом  короновался племянник Сурхая — Чопан, сын Будая.
Историк Айтберов замечает, что потомков Сурхая мы видим только на равнине (Эльдар-шамхал, Гирей Тарковский и т. д.), а потомков Будая только в Кази-Кумухе.